# 新疆生产建设兵团第二师二十七团
新疆生产建设兵团第二师二十七团是中华人民共和国新疆生产建设兵团第二师下辖的一个团，与新疆维吾尔自治区铁门关市天湖镇实行“团镇合一”的管理体制。

## 行政区划
新疆生产建设兵团第二师二十七团下辖以下单位：
团部、一连、二连、四连、六连、八连、九连、十连、副业队、五连和农十一队。